# T86 (автомат)
Винтовка T86 (聯勤 Type 86) — тайваньский автомат. 
Это вторая оригинальная винтовка, разработанная 205-м арсеналом Объединённого командования логистики Вооружённых сил Китайской Республики. Несмотря на то, что после длительного процесса разработки он выпускался и эксплуатировался в ограниченном количестве, он стал основой для автомата T91, который в настоящее время серийно производится для вооруженных сил Тайваня.

## История
Разработка T86 началась в 1992 году с заявленной целью заменить автомат T65. Было изучено несколько радикальных концепций, таких как безгильзовые боеприпасы, но в конечном итоге они были отвергнуты из-за высокого риска. Тем не менее, прототип XT86, представленный публике в 1996 году, продемонстрировал ряд инновационных особенностей и значительный отход от американского влияния на конструкцию огнестрельного оружия.
Однако военные были более уверены в проверенной конструкции T65 и поручили 205-му арсеналу переработать винтовку. Предсерийная модель XT86, выпущенная в 1997 году, продемонстрировала возврат к характеристикам T65, особенно карабина T65K3.
Т86 был окончательно доработан в 1998 году и официально получил название 5,56 mm Т86 Combat Rifle (5.56公厘T86戰鬥步槍).

## Конструкция
T86 представляет собой дальнейшее развитие T65, от которого он унаследовал газоотводную систему с коротким ходом поршня, а также поворотный затвор. Верхний и нижний ресиверы изготовлены из авиационного алюминия. Складывающийся вбок металлический приклад на прототипе был заменён полимерным телескопическим прикладом и буферным механизмом в стиле карабина М4. Полимерное цевьё от прототипа было сохранено.
Органы управления T86 аналогичны таковым у T65 и M16. T86 имеет 4-позиционный предохранитель-переводчик режимов огня. Как и в T65K2, в T86 используется целик и мушка в стиле M16A2. Целик регулируется по горизонтали и вертикали. Одним из заметных отличий является то, что у T86 нет досылателя затвора, а латунный дефлектор имеет иную форму.
Длина ствола вместе с пламегасителем составляет 375 мм. Канал ствола хромирован.
T86 может стрелять всеми стандартными боеприпасами калибра 5,56×45 мм. Магазины, используемые армией Китайской Республики, имеют два выступа с каждой стороны, чтобы избежать лишней вставки, но стандартные магазины STANAG также совместимы.
T86 имеет модульную конструкцию и может быть разобран в полевых условиях без использования специальных инструментов. Газоотводную систему и спусковой механизм можно снять как единый узел для проведения технического обслуживания, что снижает риск потери мелких деталей.

### Аксессуары
На ручке для переноски предусмотрена планка Пикатинни для установки дополнительного прицела.
На Т86 может быть установлен 40-мм подствольный гранатомёт Т85.

## Производство и использование
Вопреки первоначальным ожиданиям, армия и корпус морской пехоты Китайской Республики не заказали карабины Т86 в больших количествах. Приоритеты оборонного бюджета в конце 1990-х годов вынудили армию Китайской Республики отложить замену автоматов T65K1 и T65K2. Небольшое количество T86 поступило на вооружение подводной группы по уничтожению взрывчатых веществ ВМС Китайской Республики и прошло суровые испытания в самых разных условиях окружающей среды.
Сообщается, что иорданские королевские гвардейцы и спецподразделения вооружены карабинами T86 тайваньского производства.

## На вооружении
- Гаити
- Ирак
- Иордания[3]
- Китайская Республика[4]
- ОАЭ